# Franz Ermer
Franz Ermer (* 13. Oktober 1886 in Kipfenberg; † 24. April 1976 in Regensburg) war ein deutscher Kunstlehrer, Maler, Grafiker und Zeichner.

## Leben
Ermer studierte an der Königlichen Akademie der Bildenden Künste in München. Er war Kunsterzieher und Studienprofessor am Alten Gymnasium am Ägidienplatz in Regensburg, der Vorläuferschule des 1962 entstandenen Albertus-Magnus-Gymnasiums. 
Ermer war Mitbegründer des Kunst- und Gewerbevereins Regensburg. Zu seinen Verdiensten zählt die Wiederbelebung der dortigen Steinätzkunst und Zinnätzarbeiten. Unter anderem schuf er den „Heimatdankteller“, der zeitweilig als besondere Ehrengabe bei den Nordgautagen verliehen wurde. Seine Werke wurden mehrfach ausgestellt, einige davon befinden sich in der städtischen Sammlung Regensburgs.

## Werke
- Der Scherenschnitt und seine Anwendung – Praktische Ratschläge zur Pflege der formschöpferischen Kräfte in Jugend und Volk. E. A. Seemann, Leipzig, 1937.
- Linolschnitt, Linoldruck: Was man über das Schneiden und Drucken wissen muß. Siegle, Stuttgart, 1939 (8. Aufl.)
- Freude am Scherenschnitt: Bewährte Anregungen um stufenweise zu echten Arbeiten zu kommen. Siegle, Stuttgart, 1939 (10. Aufl.)
- Bilder aus dem alten Regensburg: 12 Zeichnungen. Niedermayr, Regensburg, 1963.
- Franz Ermer, Bilder aus den alten Regensburg 12 Zeichnungen von Franz Ermer Mappe III. ca. 1970.

Illustrationen und Beiträge
- Wilhelm Heinrich Wackenroder: Aus den Herzensergießungen eines kunstliebenden Klosterbruders. 1921
- Georg Rieger: Die Befreiungshalle: Kelheim u. Kloster Weltenburg, Altmühl- und Schambachtal, Riedenburg und Umgebung; Ein Führer und Erinnerungsbuch. 1923
- Hanns Egerland: Unsterbliche Volks-Kunst: aus dem Schaffen deutscher Jugend, 1936

## Auszeichnungen
- Adalbert-Stifter-Medaille der Sudetendeutschen Landsmannschaft
- 1958: Albertus-Magnus-Medaille der Stadt Regensburg
- 1968: Nordgau-Kulturpreis der Stadt Amberg in der Kategorie Bildende Kunst